# Алан Бонд
Алан Бонд (англ. Alan Bond; 22 квітня 1938 — 5 червня 2015) — австралійський підприємець англійського походження. Був главою корпорації Бонда в 1969—1990 роках, в цей період вів наступальну стратегію, яка давала компанії прибутки в пивоварінні, засобах інформації, видобувній промисловості й торгівлі. У 1983 Бонд очолив синдикат, що спонсорував яхту, яка перемогла в Американській регаті. Кінець імперії Бонда в 1990 році призвів до руйнування багатьох інвесторів і приголомшив австралійський і міжнародний бізнес. Оголошений банкрутом у квітні 1992 з боргом 700 млн. австралійських доларів, Бонд був ув'язнений за звинуваченням у причетності до краху Австралійського торгового банку.

## Кар'єра
Бонд розпочав свою кар'єру як автор знаків під назвою «Nu-Signs» після припинення навчання за 18 місяців до його закінчення. У 1956 році йому було пред'явлено звинувачення у спробі крадіжки зі зломом, коли поліція знайшла його вулицями Фрімантлу, одягненого в спецодяг Державної комісії з електроенергетики та з інструментами. Nu-Signs змінила назву на Lesmurdie Heights — за назвою найбільшого маєтку Бонда — і знову змінила назву на Bond Corporation у 1959 році. У 1960-х роках, бувши забудовником нерухомості на ринку, що розширюється, він був одним із найбільших позичальників WA серед фінансових компаній, які прагнуть кредитувати забудовників і некритично ставляться до оцінок, які Бонд надав на свої маєтки. Деякі з його забудов включали квартири вздовж річки Суон і Лесмурді-Хайтс.
У період свого розквіту Бонд із Перта був одним із найвидатніших бізнесменів Австралії. Він поширив свої ділові інтереси на сфери за межами розвитку власності, включно з пивоварінням (він контролював Castlemaine Tooheys в Австралії, привів бізнес до юридичного успіху у знаковій справі щодо конституційного права Castlemaine Tooheys Ltd проти Південної Австралії та G. Heileman Brewing Company в Ла-Кроссі, Вісконсин, США), видобутком золота, телебаченням та дирижаблями. Перший приватний університет Австралії, Університет Бонда, був заснований Bond Corporation у 1987 році. Він придбав QTQ-9 Brisbane і врегулював спір про наклеп, який станція мала з прем'єр-міністром Квінсленду Джо Бєлке-Петерсеном, виплативши 400 000 австралійських доларів. Кілька років по тому в телевізійному інтерв'ю він сказав, що заплатив, тому що «сер Джо не залишив сумнівів у тому, що якщо ми збираємося продовжувати успішно вести бізнес у Квінсленді, він очікує, що питання буде вирішено».
У 1987 році Бонд придбав відому картину Вінсента Ван Гога «Іриси» за 54 мільйони доларів — найвищу ціну, яку коли-небудь платив за одну картину. Однак купівля була профінансована коштом значної позики від аукціоніста Sotheby's, яку Бонд не зміг повернути. Транзакція була розкритикована артдилерами як, можливо, маніпуляційний продаж, покликаний штучно завищити вартість в цілому (що, здається, і було зроблено). Згодом картина була перепродана в 1990 році в музей Дж. Пола Гетті в Лос-Анджелесі.
Того ж року Бонд також організував створення Центру Бонда в Гонконзі, який був розташований у комплексі хмарочосів-близнюків. Пізніше нерухомість була куплена компанією Lippo Group з Індонезії, і тепер вона відома як Lippo Center.

### Кубок Америки
Бонд став публічним героєм, коли він фінансував змагання на Кубок Америки, що призвело до його вибору в 1978 році австралійцем року (присуджено разом з Галаррую Юнупінгу). Його синдикат Australia II виграв Кубок Америки 1983 року, який проводився Нью-Йоркським яхт-клубом з 1851 року, перервавши таким чином найдовшу переможну серію в історії спорту. Ця перемога, яка вважається одним з найбільших міжнародних спортивних досягнень Австралії, призвела до того, що Бонд отримав орден Австралії у званні офіцера.

### Купівля Nine Network
У 1987 році Бонд заплатив 1 мільярд доларів за купівлю телевізійної мережі дев'ятого каналу в Австралії у PBL Керрі Пекера. В інтерв'ю 2003 року з Ендрю Дентоном Бонд описав переговори так:
…коли ми вперше сіли, ми сказали: «Ми або продамо вам наші станції за 400 мільйонів доларів, або ви продасте свої станції нам». І [Керрі Пекер] сказав: «Ну, я насправді не хочу продавати свої станції». І я сказав: «О, це так?» Тож, у будь-якому випадку, після довгих обговорень, Керрі стукнув по столу й сказав: «Слухай, якщо ти можеш заплатити мені 1 мільярд доларів, я продам їх тобі, інакше зійдеш». … [Т]і я подзвонив у Національний банк Австралії . Я сказав: «Дивіться, я тут обговорюю купівлю цих телевізійних станцій». Керрі продасть мені, і я хочу зібрати наші станції разом, а потім зі Sky Channel, я збираюся випустити його як окрему юридичну особу та зібрати капітал, щоб заплатити за нього… [Пекер] сказав, що 1 мільярд доларів [це його запитувана ціна], але я думаю, що отримаю його за 800 мільйонів доларів". … [Менеджер банку] належним чином передзвонив і сказав так. Я сказав: «Слава Богу». Я піду й проведу подальші переговори з Керрі", що я й зробив. І вірний своєму слову, він ніколи не зрушив з цього жодного пенні. Тож я уклав угоду за допомогою 800 мільйонів доларів і банкноти на 200 мільйонів доларів. Тож він вклав свої власні 200 мільйонів доларів. Тож у мене був 1 мільярд доларів. І ми дали наші інші дві станції як заставу, вартість яких, напевно, 400 мільйонів доларів.
Фактично узгоджена ціна становила 1,05 мільярда доларів. Пакер отримав 800 мільйонів доларів готівкою та 250 мільйонів доларів субординованого боргу в Bond Media. Коли Бонд збанкрутував, Пакер зміг перетворити борг на 37 % акцій компанії Bond Media, яка тепер включала Channel 9 у Брисбені, і коштувала близько 500 мільйонів доларів. Його оцінили в 1 мільярд доларів, але в бухгалтерському обліку він мав 500 мільйонів доларів боргу. Було процитовано, що Пекер сказав: «Ви отримуєте лише одного Алана Бонда за своє життя, а я маю свого».

## Банкрутство та засудження за шахрайство
У 1992 році Бонд був визнаний банкрутом після того, як не повернув особисту гарантію в розмірі 194 мільйони доларів за позику для проєкту з видобутку нікелю. Згідно з повідомленнями, на той час його борги становили 1,8 мільярда доларів. Він симулював пошкодження мозку, щоб не відповідати на запитання під час судового розгляду справи про банкрутство, і він вважав, що не потрібно встигати потім. Він був змушений продати Glympton Park в Англії.
У 1995 році його родина викупила його з банкрутства, а кредитори прийняли платіж у розмірі 12 мільйонів австралійських доларів, що становить трохи більше пів цента за долар.
У 1997 році Бонда засудили до семи років ув'язнення після того, як він визнав себе винним у використанні свого контрольного пакета акцій у Bell Resources для оманливого виведення 1,2 мільярда австралійських доларів у скарбницю Bond Corporation. Кошти були використані для підтримки грошових ресурсів хворої Bond Corporation, яка приголомшливо розвалилася, залишивши Bell Resources у нестабільному та невизначеному становищі. У 1984 році він був позбавлений честі як офіцера ордена Австралії.
Бонд був звільнений з тюремної ферми Карнет у 2000 році, пробувши чотири роки у різних в'язницях Західної Австралії.

## Повернення до інвестиційної діяльності
Після звільнення він почав брати участь у різноманітних гірничодобувних інвестиціях, переважно в Африці, включаючи Madagascar Oil PLC і Global Diamond Resources, Лесото, і був включений до «Списку 200 багатих» Business Review Weekly у 2008 році.
У 2003 році Бонда ввели в Зал слави Кубка Америки. З 2003 року Бонд тісно співпрацював зі своїм сином Крейгом і давнім бізнес-партнером Робертом Квінном через Strategic Investments Ltd.
Інтереси, пов'язані з родиною Бондів, також контролюють Global Diamond Resources plc (раніше Lesotho Diamond Corporation), яка розробляє алмазну трубу Као в Королівстві Лесото. У 2007 році Федеральний суд відхилив спробу Бонда подати до суду на журналіста-фрілансера Пола Баррі через статтю, яку Баррі написав про свої відносини в Африці з Lesotho Diamond Company. Бонд стверджував, що в статті було кілька неправдивих заяв. У 2008 році Бонд подав апеляцію, але і це було відхилено тим же судом, який визнав, що позови Бонда не мали розумних перспектив успіху.
Бонд був причетний до тривалої справи про наклеп проти західноавстралійської газети та журналістів Марка Драммонда і Шона Коуена через серію статей, опублікованих у грудні 2005 року, в яких стверджувалося, що друг і бізнес-партнер Бонда Роберт Леслі Нельсон намагався сховатися. Участь Бонда в Lesotho Diamond Corporation, Madagascar Oil та золотій компанії. Під час цієї справи Бонд намагався засудити журналістів за неповагу до суду після того, як деякі електронні документи зникли.
У 2008 році Бонд повернувся до «Списку 200 багатих» Business Review Weekly на 157-му місці з оцінкою статків у 265 мільйонів доларів — насамперед завдяки його часткам у Madagascar Oil та Global Diamond Resources.

## Сім'я
У 1955 році Бонд одружився з Ейлін Х'юз, членом відомої католицької родини у Фрімантлі (вона є двоюрідною сестрою автодилера Джона Х'юза). Їй і Бонду було по 17 років, і на той момент вона була вагітна. Бонд, який був вихований протестантом, навернувся в католицтво заради шлюбу. У пари було четверо дітей: Джон, Крейг, Сюзанна і Джоді. Бонд і Ейлін розлучилися в 1992 році. Сюзанна, спортсменка з конкуру, яка була членом австралійської команди зі стрибків протягом семи років, померла у 2000 році від, як підозрюють, випадкового передозування ліків за рецептом.
Бонд одружився з Даяною Блісс, консультантом зі зв'язків з громадськістю і театральним продюсером, у 1995 році. 28 січня 2012 року Блісс була знайдена мертвою в басейні пари. Поліція заявила, що обставини її смерті не є підозрілими, і дійшли висновку, що Блісс, яка давно страждала від депресії, покінчила життя самогубством.

## Хвороба і смерть
2 червня 2015 року Бонд переніс операцію на серці в приватній лікарні в Перті, щоб замінити та відремонтувати його серцеві клапани. Після ускладнень його перевели до лікарні Фіони Стенлі в Перті й помістили на апарат життєзабезпечення в умовах штучної коми. Він помер вранці 5 червня 2015 року.